# Terre (pigment)
Pour les articles homonymes, voir Terre (homonymie).

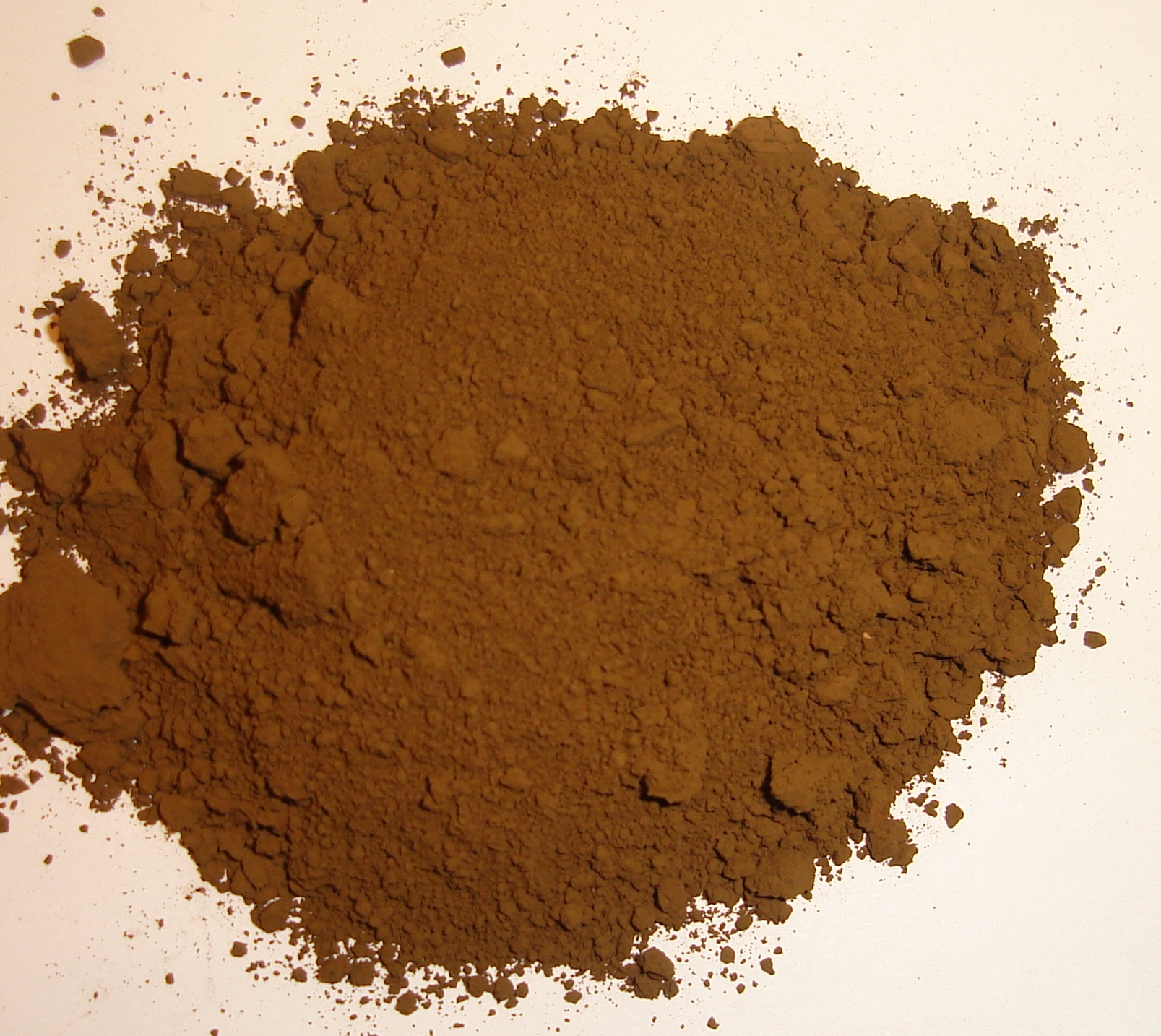
Pigment terre d'Ombre naturelle.

En peinture, on appelle terres des pigments d'une composition proche des argiles, qui doivent leurs colorations à des oxydes métalliques, en plus des oxydes de fer que contiennent aussi les ocres (Béguin). Les terres les plus connues sont la terre de Sienne et la terre d'Ombre, soit naturelles, soit modifiées par calcination. La terre verte a connu un grand usage en sous-couche dans la peinture classique.
Les terres donnent généralement des couleurs atténuées, elles ont un bon pouvoir colorant et sont très avides d'huile. Elles sont d'autant moins opaques, ce qui les rendent utiles dans les glacis de la peinture à l'huile (Béguin).
À l'origine, les terres étaient extraites du sol ; à partir du XIXe siècle, les fabricants et marchands de couleurs proposent sous le même nom des pigments synthétiques de propriétés similaires.

## Définition et usage
Terre est en peinture un terme d'usage, qui se comprend par le contexte, plus que par une définition rigoureuse ; les pigments appelés terre de - ont une composition incertaine (PRV3). Beaucoup de terres de la peinture d'art sont aujourd'hui abandonnées. Il vaut par métonymie pour des couleurs atténuées.
L'opinion des spécialistes à leur sujet est partagée (PRV3) : dépendant peut-être de la qualité qu'ils avaient à leur disposition pour former leur opinion.

## Principales variétés
La terre de Sienne se distingue des ocres jaunes, elles aussi extraites du sol, par une teinte à peine plus chaudes et par la présence de bioxyde de manganèse (Béguin), siccatif (PRV3).